# خزیدن (فیلم)
خزیدن (انگلیسی: Slither) فیلمی آمریکایی در سبک کمدی ترسناک و علمی–تخیلی به کارگردانی جیمز گان است که در سال ۲۰۰۶ منتشر شد. این فیلم درونمایه و مفاهیم مشابهی با فیلم درجه ب شب لعنتی‌ها (۱۹۸۶) دارد. فیلم خزیدن با شکست تجاری مواجه شد و در کل با واکنش مثبت منتقدان روبرو شد. این فیلم به فیلمی کالت بدل گشت.

## داستان
یک شهاب سنگ یک انگل فرازمینی بدخواه و حساس را به زمین می آورد. این انگل وارد شهر ویلزی (Wheelsy) در کارولینای جنوبی می شود ، جایی که گرانت ساکن ثروتمند را با تسخیر بدن او و جذب ذهن او آلوده می کند. با کنترل بیگانه، گرانت آغاز به تبدیل شدن به یک هیولای وحشتناک و شاخدار می کند. او همچنین یک زن محلی به نام برندا را ربوده و آلوده می کند تا به عنوان پرورش دهنده لاروهای بیگانه خود خدمت کند. همسرش استارلا نسبت به تغییرات ظاهری و رفتار او مشکوک می شود که منجر به حمله گرانت به او می شود. وقتی پلیس برای نجات استارلا می رسد، گرانت فرار می کند.
در طول جستجوی گرانت، یک فرد به رهبری رئیس پلیس، بیل پردی، برندا را پیدا می‌کند که بدنش به‌طور غیرانسانی از لاروهای رشد کرده درونش نفخ کرده است. لارو حلزون مانند از بدن او بیرون زد و همه افراد شهر را به جز استارلا، بیل، شهردار جک مک ریدی و کایلی استروتمیر نوجوان آلوده کرد. کسانی که توسط لاروها آلوده می شوند، بخشی از ذهن کندویی می شوند که توسط گرانت کنترل می شود، که قصد دارد تمام اشکال حیات را مصرف کند تا زمانی که فقط هوشیاری او باقی بماند. با این حال، گرانت نیز عشق خود را به همسرش حفظ می کند و به دنبال این است که دوباره با او متحد شود. بازماندگان برداشت می‌کنند که کشتن گرانت، بقیه بیگانگان را پیش از اینکه توسط مردم شهر آلوده مورد حمله قرار گیرند، از بین می‌برد. بیل و کایلی فرار می کنند، اما استارلا و جک دستگیر می شوند.
بیل و کایلی با یک نارنجک برای کشتن هیولا، به خانه گرانت می روند، جایی که افراد آلوده توسط گرانت جهش یافته جذب می شوند. جک و دیگران به پرورش دهندگان لاروهای بیشتر تبدیل می شوند، در حالی که گرانت استارلا را به امید بازیابی عشق خود سالم نگه می دارد. پس از بیدار شدن، استارلا خود را با یک برس تیز مسلح می کند و به طبقه پایین می رود تا گرانت را پیدا کند. او را فریب می دهد تا باور کند هنوز دوستش دارد و با برس به او خنجر می زند. گرانت عصبانی می شود و او را به سمت دیگر اتاق می اندازد. بیل و کایلی پس از تیراندازی به چند شهروند بیگانه وارد خانه می شوند و جک آلوده ای را که التماس مرگ می کند، نابود می کنند. بیل تلاش می‌کند از نارنجک استفاده کند، اما گرانت آن را به استخر پرت می‌کند، و گرانت کایلی را با یک کاناپه تحت سلطه قرار می‌دهد و سعی می‌کند بیل را با شاخک‌هایش آلوده کند. در حالی که یکی از شاخک ها به شکم بیل ضربه می زند، بیل شاخک دیگر را به مخزن پروپان وصل می کند. استارلا به گرانت شلیک می‌کند که پر از گاز قابل اشتعال است، منفجر می‌شود و بقیه بیگانگان را در این فرآیند می‌کشد. در حالی که همه افراد در ویلسی مرده اند، سه بازمانده به دنبال کمک می روند.
در یک صحنه پس از تیتراژ، گربه ای به بقایای گرانت نزدیک می شود و توسط انگل بیگانه آلوده می شود.

## بازیگران
- ناتان فیلیون - بیل پاردی
- الیزابت بنکس - استارلا گرنت
- گرگ هنری - شهردار جک مک‌ردی
- مایکل روکر - گرنت گرنت
- جینا فیشر - شلبی کانینگهام
- دان تامپسون - والی ویل